# Mickaël Gaffoor
Mickaël Gaffoor (Bezons, 21 gennaio 1987) è un calciatore francese, difensore dell'Unión Molinense.